# DEARS
有限会社DEARS（ディアーズ）は、日本の音楽ソフト制作会社である。
2010年ごろから関連会社の株式会社せつなに制作・販売共に移譲したが、現在はどちらの運営も終了している。

## 概要
これまで大手レコード会社が目を付けていなかった、人気声優による国内外の神話・童謡・百人一首・朗読・怪談などを収録したCDを企画・制作・販売していた。
本社
東京都北区東十条4-6-18 笹嶋ビル201号
創業
2006年（平成18年）3月15日
代表取締役
田端健一

## 商品一覧
- 田中理恵の百人一首
- 小島めぐみの未来へ届け心の童謡
- 坂本梓馬の未来へ届け心の童謡
- Come across 〜DEARS朗読物語〜 シリーズ
  - Vol.1 日本の昔話（出演：田中理恵・能登麻美子・若本規夫）
  - Vol.2 グリムの童話（出演：後藤邑子・千葉紗子・小山力也）
  - Vol.3 日本の昔話2（出演：釘宮理恵・大塚明夫・田村ゆかり）
  - Vol.4 日本の昔話3（出演：川澄綾子・若本規夫・井上喜久子）
  - Vol.5 アンデルセンの童話（出演：石田彰・田中理恵・小野大輔）
  - Vol.6 日本の昔話4（出演：遊佐浩二・田村ゆかり）
  - Vol.7 イソップの童話（出演：櫻井孝宏・沢城みゆき）
- テストに出るっ！ シリーズ（出演：井上喜久子・松岡由貴・田村ゆかり）
  - テストに出るっ！日本の歴史年表
  - テストに出るっ！世界の歴史年表（上巻・下巻）
  - テストに出るっ！世界の偉人物語
- 若本規夫の百人一首
- DEARS怪談物語〜小泉八雲の章〜（上巻・下巻）（出演：後藤邑子・能登麻美子・若本規夫）
- いろはカルタでGO！GO！GO！（江戸編）（出演：桃井はるこ・中原麻衣・清水愛）
- ツンデレカルタ シリーズ（出演：釘宮理恵）
  - ツンデレカルタ
  - ツンデレ百人一首
  - ツンデレカルタ2008〜日本の夏！ツンデレの夏！〜
- DEARS十二星座物語
  - Appolon Side（出演：諏訪部順一・鳥海浩輔・櫻井孝宏・陶山章央・谷山紀章・高橋広樹・杉田智和・石田彰・福山潤・柿原徹也・神谷浩史・森久保祥太郎）
  - Artemis Side（出演：新谷良子・佐藤利奈・釘宮理恵・斎藤桃子・生天目仁美・後藤邑子・平野綾・茅原実里・伊藤静・田中理恵・水樹奈々・田村ゆかり）
  - 外伝〜二四の物語〜（コミックマーケット'73企業ブース購入者限定特典CD）（出演：Appolon SideとArtemis Sideの24名）
  - 外伝〜25の物語〜（出演：外伝〜二四の物語〜の24名＋仁後真耶子）
- 若本規夫の雑学語録100（Vol.1 - 5）
- 世にも恐ろしい日本の怪談物語（出演：若本規夫・生天目仁美・能登麻美子・鶴岡聡）
- でぃあーず「にほんのむかしばなし」
  - 〜青の色〜（出演：保志総一朗・石田彰・関智一・杉田智和・鳥海浩輔・神谷浩史・谷山紀章・諏訪部順一・宮野真守・小野大輔）
  - 〜赤の色〜（出演：釘宮理恵・能登麻美子・白石涼子・斎藤桃子・田村ゆかり・大原さやか・野中藍・桃井はるこ・茅原実里・新谷良子）
  - 〜夢の色〜（コミックマーケット'74企業ブース購入者限定特典CD）
- ツンデレカルタっ!? B（出演：杉田智和）
- ツンデレタロット（出演：釘宮理恵）
- ツンデレタロットB（出演：福山潤）
- 七人のツンデレ
  - VOL.1〜七人のツンデレ集結するの巻〜 （出演：伊藤静・田中理恵・田村ゆかり・中原麻衣・堀江由衣・後藤邑子・新谷良子・能登麻美子・若本規夫）
  - VOL.2〜七人のツンデレVSヤンデレ軍団〜 （出演：伊藤静・田中理恵・田村ゆかり・中原麻衣・堀江由衣・後藤邑子・新谷良子・能登麻美子・若本規夫）
- 三人娘の50物語（株式会社せつな）
  - VOL.1〜ツンデレ・ヤンデレ・普通の子〜  （出演：伊藤静・田中理恵・新谷良子）
  - VOL.2〜先輩・後輩・同級生〜  （出演：井上麻里奈・小清水亜美・小林ゆう）
  - VOL.3〜姫・くのいち・侍女〜 （出演：田村ゆかり・茅原実里・堀江由衣）